# Generale/Ricordati di me
Generale/Ricordati di me è un 45 giri di Francesco De Gregori e Antonello Venditti pubblicato dalle case discografiche dei due artisti, la Caravan per De Gregori e la Heinz Music per Venditti, a marzo 2022.

## Descrizione
Il disco contiene due nuove versioni, cantate insieme, di due successi dei cantautori, Generale di De Gregori e Ricordati di me di Venditti.
All'uscita del disco De Gregori ha così parlato di Ricordati di me:"È una bellissima canzone d'amore, lui l'ha scritta probabilmente per chissà quale sua storia e va benissimo per qualsiasi storia, anche per me che la canto come se l'avessi scritta io", mentre Venditti ha dichiarato su Generale:"Bè, è una canzone assoluta che ha dentro tante sfaccettature, tante da pizzicare su qualcosa che neanche noi conosciamo, quindi rimbalza sulle nostre coscienze, mi piace moltissimo e la canto come se l'avessi scritta io"

## Tracce
Lato A
Edizioni musicali Serraglio/Universal Music Publ..
1. Generale (Francesco De Gregori)

Lato B
Edizioni musicali Stukas.
1. Ricordati di me (Antonello Venditti)